# Bookie (TV-serie)
Bookie (arbetsnamn: How to Be a Bookie) är en amerikansk komediserie från 2023 vars första säsong består av åtta avsnitt. Den hade premiär på HBO Max den 30 november 2023. Serien är skapad av Chuck Lorre som även medverkat till seriens manus. För regin har huvudsakligen Ken Whittingham svarat. Seriens andra säsong har premiär på Max den 12 december 2024.

## Förutsättning
Serien kretsar kring Danny (Sebastian Maniscalco) som är en bookmaker, på engelska även förkortat bookie, som arrangerar spel om pengar på sport. Spel på sport är olagligt i Los Angeles, men det förs diskussioner i det kommunala styret att legalisera spelandet, eftersom verksamheten är olaglig är den en del av den svarta marknaden och hanteras bara med kontanter.
Författarna valde ramhandlingen när de insåg att det fanns öppningar för komiska förvecklingar för en bookmaker som själv börjat försöka med ett "svenssonliv", samtidigt som även samhället förändras. Dels med digitalisering, både av spelande men också av betalningar, vilket gör det svårare att hantera kontanter och betala för försäkringar och sjukhusbesök. Samtidigt finns hotet att spelandet legaliseras vilket gör att hela hans verksamhet hotas. En bookie måste också röra sig bland kriminella och olycksaliga förlorare vilket gjort att de valt att göra en ganska mörk komedi.
Han tar emot satsningar på sport över telefon och måste sedan åka runt och hämta in pengar från spelare som förlorat, eller fundera över deras kreditvärdighet och dela ut vinster till vinnare. Han driver sin lilla verksamhet med kompisen Ray, som fungerar som torped, och systern Lorraine som sköter bokföring och pengatvätt. Den utökas med Hector, en före detta marijuanakurir som själv blivit arbetslös efter att marijuana legaliserats i Kalifornien. Han presenterar ett nytt sportsegment, fotboll, som Danny förbisett trots populariteten i den stora latinamerikanska gemenskapen.

### Övrigt
Seriens skapare Chuck Lorre ligger även bakom bland annat TV-serien 2 1/2 män, som Charlie Sheen lämnade efter stora och uppmärksammade bråk med Chuck Lorre. Där spelade även Angus T. Jones, från början som barnskådespelare. Även han lämnade serien efter att han fått en religiös uppenbarelse, och fördömde serien senare som omoralisk. De både dyker upp som fiktiva versioner av sig själva, Charlie Sheen har använt Dannys tjänster och är skyldig pengar. De besöker därför Charlie Sheen som spelar poker med höga insatser på ett behandlingshem, och en av pokerdeltagarna är Angus T Jones, i samtalet kommer TV-serien 2 1/2 upp. Samtliga som är med och spelar poker, är också med i ett pokerspel i en helt annan scen i TV-serien 2 1/2 män.

## Rollista
- Sebastian Maniscalco - Danny, bookmaker och huvudperson
- Omar Dorsey - Ray, vän och torped till Danny
- Andrea Anders - Sandra, Dannys fru
- Vanessa Ferlito - Lorraine, Dannys syster och bokförare
- Jorge Garcia - Hector, före detta marijuanalangare som introducerar spel på fotboll
- Maxim Swinton - Anthony, Dannys son